# 馮涵清

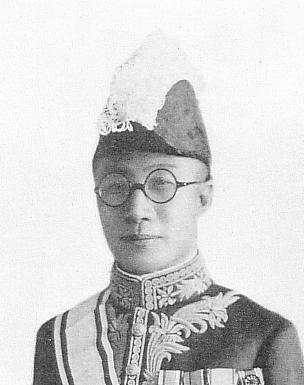

馮涵清（1892年—？）字汁青，盛京将軍管轄区奉天府盖平县人，中華民国、满洲国政治家。

## 生平
馮涵清早年在華北各省的地方法院任职。後来，历任北京政府陸軍总執法处秘書長、处長。此后，他转任京奉铁路局总務处处長、局長。后来他被任命为交通总司令部執法处处長。
1931年九一八事变爆发，馮涵清获关東軍支持，任奉天省实业厅厅長。翌年3月，满洲国成立，馮涵清任司法部总長。1934年满洲帝国成立，司法部改組，馮涵清继续任司法部大臣。1937年7月辞任。1937年11月任滿洲重工業開發株式會社副总裁。
此後，馮涵清的生平不详。